# Bayan Khutugh
Bayan Khutugh, född 1324, död 1365, var en kinesisk kejsarinna, gift med Toghon Temür. 
Hon kom från en inflytelserik familj, och var niece till general Bayan och syster till historikern Toqto'a. Giftermålet ägde rum 1337, två år sedan kejsarens förra hustru hade avsatts misstänkt för att delta i en konspiration. Paret fick inga barn och träffade sällan varandra privat.  
Bayan Qudu beskrivs som en enkel person, alldaglig till utseendet och med en önskan att leva så enkelt och tillbakadraget som möjligt. Maken gav henne heller inte särskilt mycket uppmärksamhet. När han vid ett tillfälle föreslog att han skulle besöka henne, lät hon skicka ett svar om att det inte passade kejsaren att avlägga ett besök så sent på dagen. 
När hon avled 1365, besöktes hennes likbår av hennes makes konkubin Gi, som brast i skratt när hon såg Bayan Khutugh enkla kläder och frågade hur en kejsarinna kunde klä sig så enkelt. 